# Donndorf
Donndorf is een plaats en voormalige gemeente in de Duitse deelstaat Thüringen, en maakt deel uit van de Kyffhäuserkreis. De plaats telde 783 inwoners op 31 december 2017.
Donndorf werd op 1 januari 2019 daarop opgenomen in de op die dag gevormde gemeente Roßleben-Wiehe.